# Целє (футбольний клуб)
Футбольний клуб «Целє» — словенський футбольний клуб, що грає переважно у Першій лізі Словенії, представляє місто Целє.

## Історія
Клуб був заснований у 1919 році як «SK Kladivar». Після закінчення ІІ Світової війни, у 1946 році змінив назву на «НК Кладівар». У 1964 році команда досягла найбільшого упіху за час існування Соціалістичної Федеративної Республіки Югославії — вийшла до другої ліги, в якій провела 2 сезони.
У 1992 році після здобуття незалежності Словенії клуб змінив назву на «NK Publikum Celje». Вже у 1993 році команда виступала у фіналі кубка Словенії з футболу, де поступилася «Олімпії» з Любляни з рахунком 1:2. У 1995 році клуб знову виступав у фіналі і цього разу поступився за сумою двох матчів «Мурі» (1:1 та 
0:1). 
У першій лізі чемпіонату у сезоні 2002—2003 Целє довгий час лідирував, проте зрештою поступився першим місцем «Марібору», посівши друге. У тому ж сезоні у фіналі кубка в запеклій боротьбі поступився «Олімпії» (1:1, 2:2). Натомість у 2005 році клуб вперше здобув кубок країни, перемігши «Горіцу» 1:0. У 2006 році поступився у фіналі кубка «Коперу» після серії післяматчевих пенальті. Свою теперішню назву «NK MIK CM Celje» клуб використовує з 2007 року.

## Стадіон
Свої домашні матчі команда грає на стадіоні «Арена Петрол». Цю назву стадіон носить на честь спонсора команди — словенського нафтового концерну Petrol d.d. Стадіон був відкритий 12 вересня 2003 року і складався з єдиної трибуни на 3600 місць. Протягом наступних двох років було добудовано ще дві трибуни. Від 2008 року на арені одночасно може перебувати 13400 глядачів. На стадіоні є підігрів поля та штучне освітлення. Свої домашні матчі на ньому до недавнього часу проводила Збірна Словенії з футболу. До відкриття «Арени Петрол» команда грала на стадіоні «Skalna klet».

## Склад команди
Станом на 1 травня 2025
| №  | Поз. | Нац.                 | Гравець             |
| -- | ---- | -------------------- | ------------------- |
| 2  | ЗХ   | Іспанія              | Хуанхо Ньєто        |
| 3  | ЗХ   | Словенія             | Дам'ян Вуклішевич   |
| 4  | ПЗ   | Румунія              | Марко Дулка         |
| 6  | ЗХ   | Литва                | Артеміюс Тутишкінас |
| 7  | НП   | Словенія             | Альоша Матко        |
| 10 | ПЗ   | Словенія             | Ніно Кутер          |
| 11 | ПЗ   | Словенія             | Світ Сешлар         |
| 16 | ПЗ   | Боснія і Герцеговина | Маріо Квесич        |
| 19 | ПЗ   | Словенія             | Марк Забуковник     |
| 20 | НП   | Росія                | Микита Іосифов      |
| 22 | ВР   | Словенія             | Матяж Розман        |

| №  | Поз. | Нац.              | Гравець            |
| -- | ---- | ----------------- | ------------------ |
| 23 | ЗХ   | Словенія          | Жан Карнічник      |
| 30 | НП   | Бразилія          | Едмілсон           |
| 35 | НП   | Франція           | Логан Делор'є-Шобе |
| 41 | ВР   | Португалія        | Рікардо Сілва      |
| 44 | ЗХ   | Польща            | Лукаш Бейгер       |
| 47 | НП   | Литва             | Армандас Кучіс     |
| 70 | ЗХ   | Фарерські острови | Ганус Соренсен     |
| 73 | ПЗ   | Росія             | Єгор Пруцев        |
| 81 | ЗХ   | Словенія          | Клемен Неманич     |
| 88 | ПЗ   | Словенія          | Тамар Светлін      |
| 99 | ПЗ   | Іспанія           | Іньїго Егуарас     |

## Досягнення
- Чемпіон Словенії (2): 2019—20, 2023—24

- Володар Кубка Словенії (2): 2004—05, 2024—25

## Виступи в єврокубках
Голи «Целє» завжди показані першими
| Сезон   | Змагання               | Раунд    | Клуб          | Вдома | На виїзді | В сукупності |
| ------- | ---------------------- | -------- | ------------- | ----- | --------- | ------------ |
| 1993–94 | Кубок володарів кубків | КР       | Оденсе        | 0–1   | 0–0       | 0–1          |
| 1997    | Кубок Інтертото        | Група 11 | Антальяспор   | 1–1   | –         | –            |
| 1997    | Кубок Інтертото        | Група 11 | Маккабі Хайфа | –     | 1–0       | –            |
| 1997    | Кубок Інтертото        | Група 11 | Локомотив-НН  | 1–2   | –         | –            |
| 1997    | Кубок Інтертото        | Група 11 | Пролетер      | –     | 0–0       | –            |
| 2001    | Кубок Інтертото        | 1Р       | Орхус         | 7–1   | 0–1       | 7–2          |
| 2001    | Кубок Інтертото        | 2Р       | Петржалка     | 5–0   | 1–1       | 6–1          |
| 2001    | Кубок Інтертото        | 3Р       | Лозанна       | 1–1   | 0–0       | 1–1 (г)      |
| 2003–04 | Кубок УЄФА             | КР       | Беласиця      | 7–2   | 5–0       | 12–2         |
| 2003–04 | Кубок УЄФА             | 1Р       | Маккабі Хайфа | 2–2   | 1–2       | 3–4          |
| 2004    | Кубок Інтертото        | 1Р       | Слобода Тузла | 2–1   | 0–1       | 2–2 (г)      |
| 2005–06 | Кубок УЄФА             | 2КР      | Левські       | 1–0   | 0–3       | 1–3          |
| 2012–13 | Ліга Європи            | 1КР      | Дачія         | 0–1   | 0–1       | 0–2          |
| 2013–14 | Ліга Європи            | 1КР      | Тромсе        | 0–2   | 2–1       | 2–3          |
| 2015–16 | Ліга Європи            | 1КР      | Шльонськ      | 0–1   | 1–3       | 1–4          |